# Butler Mons
Butler Mons (łac. Góry Butler) – góry na Charonie, odkryte w 2015 r. przez amerykańską sondę New Horizons i nazwane w 2018 r. przez Międzynarodową Unię Astronomiczną imieniem Octavii Butler, amerykańskiej pisarki science-fiction.